# Cung điện Hampton Court

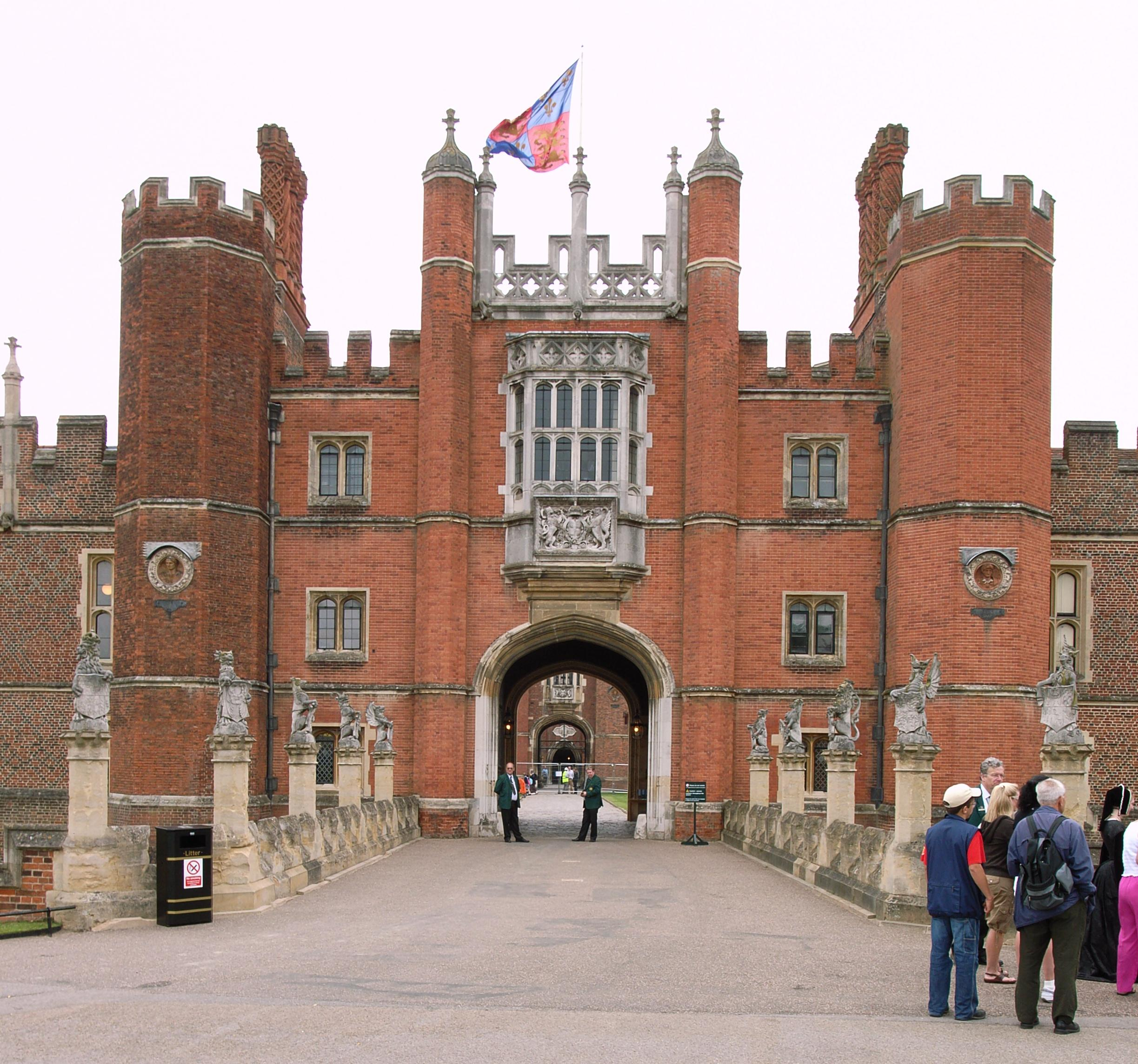
Cổng vào chính của cung điện Hampton Court.

Cung điện Hampton Court (tiếng Anh: Hampton Court Palace) là cung điện hoàng gia ở thành phố Richmond tại Luân Đôn, gần sông Thames, thuộc Luân Đôn mở rộng. Gia đình hoàng gia Anh đã không còn sinh sống tại cung điện này từ thế kỷ 18.